# 阿塔加德
阿塔加德（Athagad），是印度奥里萨邦Cuttack县的一个城镇。总人口15850（2001年）。

## 人口
该地2001年总人口15850人，其中男性8140人，女性7710人；0—6岁人口1742人，其中男922人，女820人；识字率71.72%，其中男性为77.99%，女性为65.11%。